# Pino, Haute-Corse
Pino là một xã ở tỉnh Haute-Corse trên đảo Corse, Pháp. Xã này có diện tích 7,04 km², dân số năm 1999 là 150 người. Khu vực này có độ cao 250 mét trên mực nước biển.